# Minco (Oklahoma)
Minco es una ciudad ubicada en el condado de Grady en el estado estadounidense de Oklahoma. En el año 2010 tenía una población de 	1632 habitantes y una densidad poblacional de 51,32 personas por km².

## Geografía
Minco se encuentra ubicada en las coordenadas 35°18′56″N 97°56′45″O / 35.31556, -97.94583 (35.315552, -97.945698).

## Demografía
Según la Oficina del Censo en 2000 los ingresos medios por hogar en la localidad eran de $31,098 y los ingresos medios por familia eran $40,223. Los hombres tenían unos ingresos medios de $30,357  frente a los $22,426 para las mujeres. La renta per cápita para la localidad era de $18,331. Alrededor del 13.5% de la población estaban por debajo del umbral de pobreza.